# Ballades héroïques
Les Ballades héroïques est un cycle de mélodies de la compositrice Augusta Holmès composé en 1892

## Composition
Augusta Holmès compose son cycle en 1892 sur des poèmes qu'elle écrit elle-même. La Marche gauloise existe en deux versions : l'une pour ténor ou soprano en sol mineur, et l'autre pour baryton ou mezzo-soprano en mi mineur. La Guerrière existe aussi en deux versions, l'une pour baryton ou mezzo-soprano, l'autre pour ténor en si mineur. La mélodie Garci Perez est en la mineur. Cette dernière mélodie est dédiée à Marie Huet. Les différentes mélodies constituant le cycle ont été publiées séparément en 1892 aux éditions Léon Grus pour Marche gauloise, aux éditions Heugel pour La Guerrière, et aux éditions Henri Tellier pour Garcia Perez.

## Structure
1. Marche gauloise
2. La Guerrière
3. Garci Perez